# سوسینا ام. هیل
سوسینا ام. هیل (انگلیسی: Sossina M. Haile؛ زادهٔ ۲۸ ژوئیهٔ ۱۹۶۶) سوسینا ام. هایله (گیئز: ሶስና ሃይሌ، متولد ۲۸ ژوئیه ۱۹۶۶) شیمیدان اتیوپیایی-آمریکایی است که به عنوان توسعه دهنده نخستین پیل‌های سوختی اسید جامد شناخته می‌شود. او استاد علوم و مهندسی مواد در دانشگاه نورث وسترن، ایلینوی، ایالات متحده است.
هایله جوایز متعددی دریافت کرده است که از جمله آنها می‌توان به جایزه پژوهشگر جوان ملی بنیاد ملی علوم (۱۹۹۹–۱۹۹۴)، بورسیه هومبولت (۱۹۹۳–۱۹۹۲)، بورسیه فولبرایت (۱۹۹۲–۱۹۹۱) و بورسیه تحقیقاتی مشارکتی ایتی اند تی (۱۹۹۲–۱۹۸۶) اشاره کرد. بورسیه‌های هومبولت و فولبرایت از تحقیقات او در مؤسسه تحقیقات حالت جامد ماکس پلانک در اشتوتگارت آلمان حمایت کردند. او همچنین برنده جایزه جی.بی. واگنر بخش مواد دمابالا از انجمن الکتروشیمی، جایزه کوبل از انجمن سرامیک آمریکا و جایزه رابرت لنسینگ هاردی از انجمن TMS شده است.
در سال ۲۰۱۰، از هایله برای ارائه سخنرانی در مجموعه «زنان برجسته در علم» در دانشگاه ایندیانا دعوت شد. در سال ۲۰۱۸، او به عنوان عضو انجمن تحقیقات مواد انتخاب شد. همچنین در سال ۲۰۲۱، جایزه سخنرانی ارتباطات ام‌ای‌سی را دریافت کرد.

## زندگی‌نامه
هایله در سال ۱۹۶۶ در آدیس آبابا، اتیوپی به دنیا آمد. خانواده اش در میانه‌های دهه ۷۰ میلادی و پس از کودتا از اتیوپی گریختند، زمانی که سربازان پدرش، گتاچو هایله (تاریخدان و عضو پارلمان موقت اتیوپی) را دستگیر و نزدیک بود او را بکشند. در حدود ۱۰ سالگی، خانواده اش در مینه سوتای روستایی ساکن شدند و هایله در مدرسه سنت جانز پریپراتوری تحصیل کرد و در سال ۱۹۸۳ فارغ‌التحصیل شد.
او مدرک کارشناسی و دکترای خود را از مؤسسه فناوری ماساچوست (MIT) دریافت کرد. همچنین مدرک کارشناسی ارشد خود را از دانشگاه کالیفرنیا، برکلی دارد. رساله دکترای او با عنوان «سنتز، ساختار بلوری و رسانایی یونی برخی سیلیکات‌های قلیایی خاکی کمیاب» بود که تحت راهنمایی برنهارد جی. وونش انجام شد.
هایله سه سال به عنوان استادیار در دانشگاه واشینگتن، سیاتل فعالیت کرد. در سال ۱۹۹۶ به عضویت هیئت علمی مؤسسه فناوری کالیفرنیا (Caltech) درآمد و به مدت ۱۸ سال در آنجا کار کرد تا اینکه در سال ۲۰۱۵ به دانشگاه نورث وسترن نقل مکان کرد. در نورث وسترن، او استاد والتر پی. مورفی در رشته علوم و مهندسی مواد و همچنین استاد فیزیک کاربردی است.

## پژوهش‌ها
تحقیقات هایله بر رسانایی یونی در جامدات متمرکز است. هدف او درک مکانیسم‌های انتقال یون و به‌کارگیری این درک برای توسعه الکترولیت‌های جامد پیشرفته و دستگاه‌های الکتروشیمیایی نوین است. کاربردهای رساناهای یونی سریع شامل باتری‌ها، حسگرها، پمپ‌های یونی و پیل‌های سوختی می‌شود که مورد آخر از اولویت‌های پژوهشی اوست.
گروه او ترکیبات اسید جامد پروتون رسانا، پرووسکایت‌های پروتون رسانا، پرووسکایت‌های مختلط اکسیژن-الکترون رسانا، اکسیدهای اکسیژن رسانا و سیلیکات‌های قلیایی رسانا را بررسی می‌کنند. روش استاندارد این گروه برای بررسی خواص الکتریکی، طیف‌سنجی امپدانس AC است. رسانایی یونی ارتباط تنگاتنگی با ساختار بلوری و تغییرات ساختاری در ماده رسانا دارد. رشد بلور، تعیین ساختار با پراش پرتو ایکس و نوترون و آنالیز حرارتی نیز از جنبه‌های مهم تحقیقات هایله هستند.
به عنوان مثال، گروه او نشان داد که طیف گسترده‌ای از جامدات حاوی پروتون، گذار از ساختار مونوکلینیک به مکعبی را تجربه می‌کنند که با افزایش چندین مرتبه ای رسانایی همراه است. در مثالی دیگر، گروه او ثابت کرد که Ba0.5Sr0.5Co0.8Fe0.2O3−d فعالیت استثنایی به عنوان کاتد در پیل‌های سوختی اکسید جامد مبتنی بر سریا دارد.
تحقیقات هایله در زمینه یونیک حالت جامد توسط بنیاد ملی علوم، دفتر تحقیقات ارتش و وزارت انرژی حمایت می‌شود. در گذشته، سازمان پروژه‌های تحقیقاتی پیشرفته دفاعی، دفتر تحقیقات نیروی دریایی، کمیسیون انرژی کالیفرنیا، بنیاد پاول و بنیاد کیرش نیز از تحقیقات او حمایت کرده‌اند. حمایت‌های صنعتی نیز از سوی جنرال موتورز، EPRI, HRL و هانیول انجام شده است.